# Грамоще (Полоцкий район)
Грамоще (бел. Грамо́шча) — деревня в Полоцком районе Витебской области Беларуси. В составе Азинского сельсовета.

## География
Пролегает дорога Н-3225.
Ближайшие населённые пункты Константиново, Рябиновка и др.

## История
С 1905 года в Джерновичской волости Дриссенского уезда Витебской губернии.
До 10 октября 2013 года деревня входила в состав Адамовского сельсовета.

## Население

### Численность
- 2009 год — 145 жителей

### Динамика
- 1999 год — 201 жителей (перепись населения)
- 2009 год — 145 жителей (перепись населения)[2]

## Улицы
- Кленовая
- Лесная
- Школьная
- Центральная

## Достопримечательность
- Братская могила —  Историко-культурная ценность Республики Беларусь, шифр 213Д000659 .
- Мемориал детям, погибшим на хуторе Шарухи в 1993 году.
- Школа, которая работала до 2000-х гг.

## Известные лица
- Александр Константинович Косач (1918—1989) — белорусский учёный в области истории медицины, организации охраны здоровья.